# Ewing-Sarkom

Röntgenaufnahme eines Ewing-Sarkoms der Tibia (Schienbein) bei einem Kind

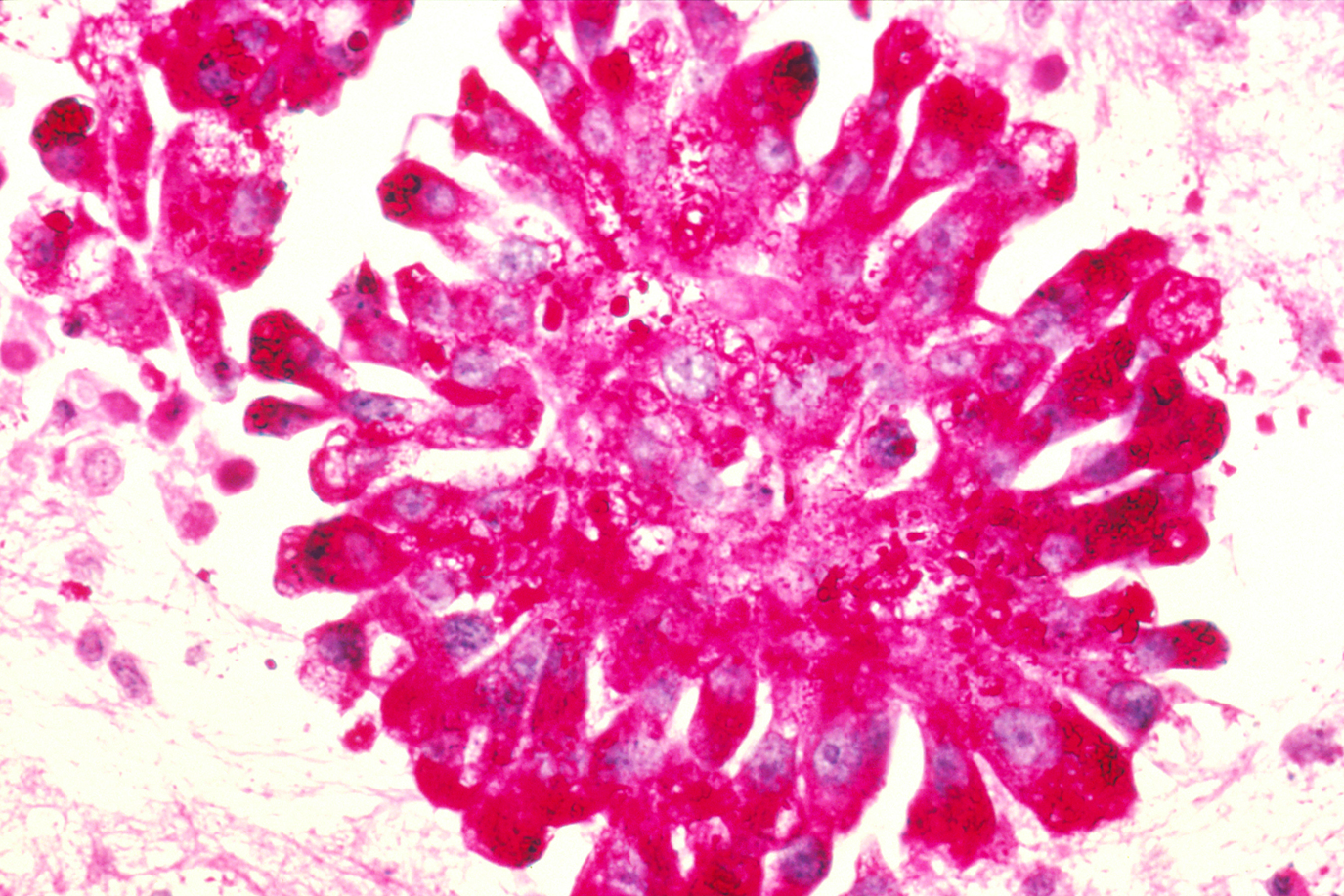
Metastatische Ewing-Sarkom-Zellen

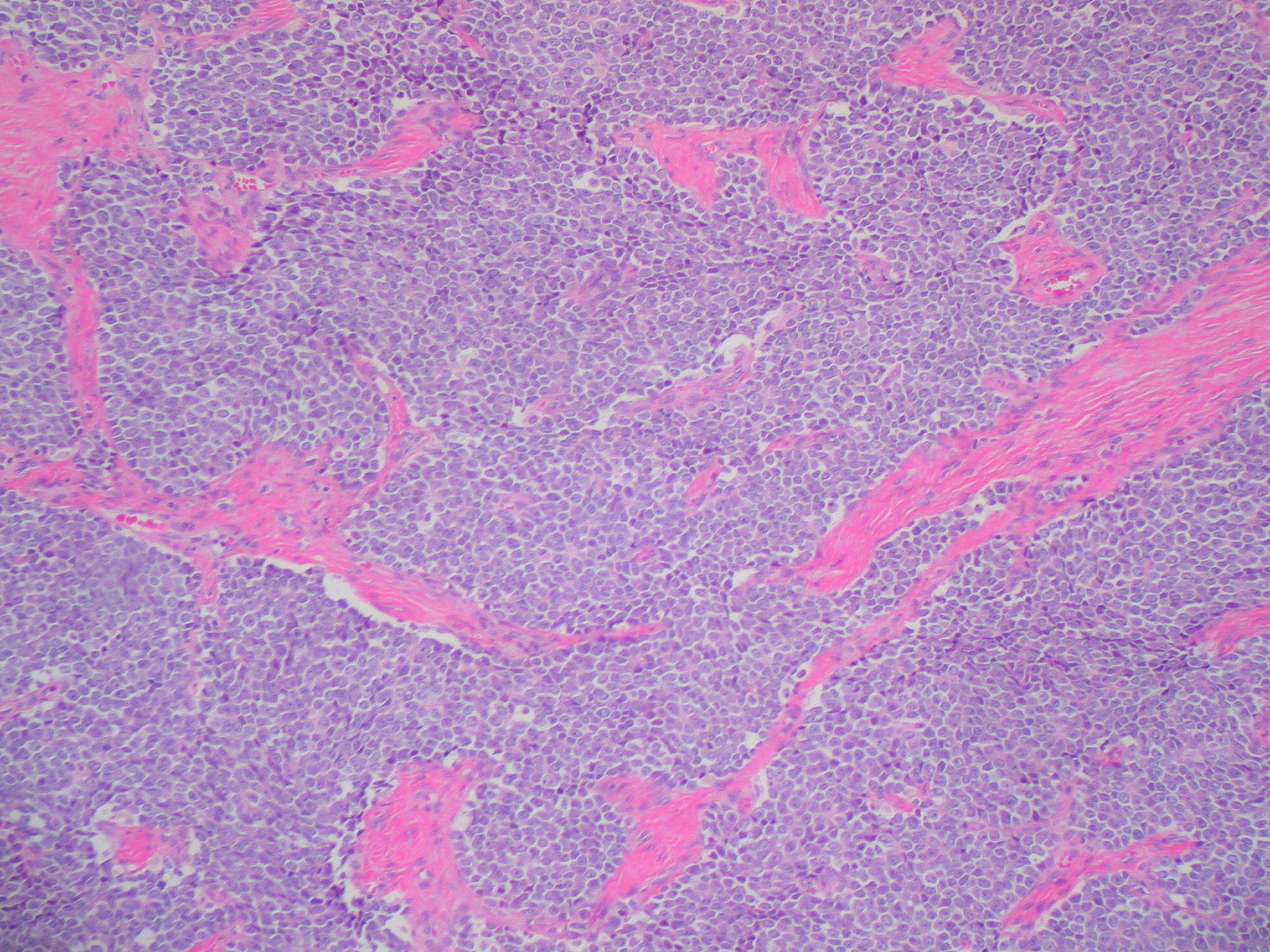
Histopathologisches Bild

Das Ewing-Sarkom ist ein seltener solider bösartiger Tumor, der meist Knochen befällt.
Das Ewing-Sarkom ist die zweithäufigste Art von Knochenkrebs im Kindesalter und die dritthäufigste bei Erwachsenen. Jeder Knochen kann Ursprungsort sein, jedoch sind am häufigsten Becken und Oberschenkelknochen betroffen. Als Ursprungsort kann aber auch Weichgewebe dienen, also Fett-, Muskel- oder Bindegewebe oder Gewebe peripherer Nerven. Die Behandlung von Knochen- und Weichteil-Ewing-Sarkomen erfolgt nach denselben Standards. Die Erkrankung kann in jedem Alter auftreten, gehäuft erkranken männliche Jugendliche im Alter zwischen 12 und 17 Jahren (Geschlechterverhältnis männl. zu weibl. = 1,5:1). An Weichteilsarkomen erkranken überwiegend ältere Menschen. In Deutschland erkranken jährlich etwa 3 von 1.000.000 Kindern und 2,4 von 1.000.000 Heranwachsenden im Alter von 15 bis 25 Jahren pro Jahr neu an einem Ewing-Sarkom. Die Ursachen für die Entstehung eines Ewing-Sarkoms sind unbekannt. Familiäre Häufung oder Umwelteinflüsse scheinen keine Rolle in der Tumorentstehung zu spielen. Interessant ist allerdings, dass das Ewing-Sarkom häufiger in der weißen Bevölkerung auftritt.
Zuerst beschrieben wurde das Ewing-Sarkom von dem US-amerikanischen Pathologen James Ewing.
Eine Lokalisation an der Brustwand wurde auch als Askin-Tumor bezeichnet.

## Pathologie und Molekularpathologie
Ewing-Sarkome sind immer hochmaligne Tumoren. Sie gehören zu der Gruppe der klein-, blau- und rundzelligen Tumoren und müssen durch spezielle immunhistochemische Färbungen und insbesondere durch molekularpathologische Untersuchungen von Tumoren mit ähnlichem Phänotyp wie Rhabdomyosarkom, Lymphom, kleinzelligem Osteosarkom oder Neuroblastom abgegrenzt werden. Immunhistochemisch sind sie durch die Expression des Produktes des MIC2-Gens (CD99) charakterisiert, so dass dessen Nachweis integraler Bestandteil der routinemäßigen histopathologischen Beurteilung dieser Tumoren ist. Die differenzierten Ewing-Tumoren können neuronale Marker wie Neuronen-spezifische Enolase, S-100, CD57 und Synaptophysin exprimieren. Das Ewing-Sarkom gehört mit dem Primitiven Neuroektodermalen Tumor zur Familie der Ewing-Tumore, die durch ews/ets-Translokationen charakterisiert sind.

## Ursachen
Das Ewing-Sarkom war der erste solide Tumor, für den eine tumorspezifische balancierte Translokation nachgewiesen werden konnte. Die Translokation betrifft das EWS-Gen auf Chromosom 22. Bei 85 bis 95 % der Patienten ist das EWS-Gen mit einem ETS-Gen auf Chromosom 11 fusioniert. Es entsteht eine t(11;22)(q24;q12) mit Bildung des EWS/FLI1-Fusionsproteins. Als zweithäufigste Veränderung findet man t(21;22)(q22;q12) mit Fusion von EWS und ERG, inv(22). Selten sind eine Translokation t(7;22)(p22;q12) mit Fusion von EWS oder andere EWS-Fusionspartner nachweisbar. In jüngster Zeit wurden bei Patienten mit Ewing-Sarkom auch FUS/Ets-Translokationen nachgewiesen. EWS-ETS-Fusionsonkoproteine interagieren im Erbgut mit repetitiven Nukleotidsequenzen (GGAA-Mikrosatelliten), was zur Entstehung und zum Verlauf der Erkrankung beitragen kann. Pathohistologisch und pathogenetisch sind die Ewing-Sarkome verwandt mit den Primitiven Neuroektodermalen Tumoren (PNET). Diese Entitäten werden daher auch unter dem Begriff ‚Ewing-Sarkom‘ zusammengefasst. Trisomien oder Tetrasomien von Chromosom 8 oder 12 sind die am häufigsten beschriebenen Trisomien in Ewing-Sarkomen. Die Trisomie 8 macht 78 % aller Trisomien aus und wurde in 43 % aller untersuchten Fälle beschrieben. In wenigen Fällen wurden eine nicht balancierte Translokation der (16)t(1;16) und Verluste von 1p36 gesehen.

## Symptome
Die Betroffenen klagen initial über intermittierende Schmerzen. Die Schmerzen nehmen gewöhnlich belastungsabhängig zu, bleiben jedoch nachts bestehen. Die Symptome treten oftmals zuerst im Zusammenhang mit einem banalen Trauma auf. Die Beschwerden werden daher häufig initial als Wachstumsschmerzen, Knochenentzündung oder als Folge einer Sportverletzung fehlinterpretiert. Dieses führt nicht selten zu einer erheblichen Verzögerung der Diagnose. Dem in der Regel durch Dehnung des Periosts verursachten Schmerz folgen Schwellung und Rötung der betroffenen Region, die nicht selten als Entzündung fehlgedeutet werden. Sind die Wirbelsäule oder periphere Nerven einbezogen, können Ausfallserscheinungen im Vordergrund stehen. Bei zunehmendem Tumorwachstum kann es zu Funktionseinbußen kommen. Nur wenige Patienten zeigen Allgemeinsymptome wie Fieber, Müdigkeit und Gewichtsverlust. Diese Symptome weisen meistens auf eine bereits erfolgte Metastasierung der Erkrankung hin.

## Diagnose
Eine erste und sehr einfache diagnostische Maßnahme ist die Anfertigung eines Röntgenbildes. Das Röntgenbild zeigt mottenfraßartige Knochendestruktionen, zwiebelschalenartige Periostverkalkung und einen Periostsporn (Codman-Dreieck). Zusätzlich wird eine Computertomographie oder Magnetresonanztomographie durchgeführt, sodass eine bessere Bestimmung der Lage, Größe und Nachbarschaft des Tumors möglich ist. Bei Verdacht auf ein Ewing-Sarkom sichert letztlich eine Probebiopsie und deren pathologische Aufarbeitung die Diagnose. Die Biopsie muss von Ärzten durchgeführt werden, die auf die Operation von Sarkomen spezialisiert sind, da der Zugangsweg für die spätere Operation günstig gewählt werden muss, um unnötige Komplikationen zu vermeiden. Ist die Verdachtsdiagnose Ewing-Sarkom bestätigt, schließt sich eine Metastasensuche an. So werden eine Knochenszintigraphie und eine CT von der Lunge sowie eine Knochenmarkpunktion durchgeführt. In Einzelfällen kann auch eine Positronen-Emissions-Tomographie (PET) sinnvoll sein.

## Behandlung
Die Behandlung dauert ungefähr ein Jahr und besteht aus Chemotherapie, Operation und/oder Bestrahlung und ggf. einer Hochdosischemotherapie. Es gibt ein standardisiertes Behandlungsprotokoll im Rahmen der Ewing 2008-Studie, das auf Erfahrungen vorangehender Studien (z. B. EURO EWING 99) beruht und anhand dessen die Patienten deutschlandweit entsprechend ihrem Risikoprofil gleich behandelt werden. Alle Patienten erhalten zu Beginn der Therapie eine Induktionschemotherapie. Diese ist sehr wichtig, da dadurch das Risiko für das Auftreten von späteren Metastasen deutlich geringer ist. Außerdem führt die Chemotherapie zu einer Tumorreduktion, was die spätere Operation vereinfacht. Vorgesehen sind 6 Blöcke VIDE, also eine Polychemotherapie bestehend aus Vincristin, Ifosfamid, Doxorubicin und Etoposid. Danach schließt sich die Operation an. Eine radikale Tumorentfernung ist für die Prognose extrem wichtig. Der Tumor muss operativ im Gesunden reseziert werden. Die Operation dieses seltenen Tumors muss in einem erfahrenen Zentrum erfolgen. Neben der Lokaltherapie des Primärtumors ist auch die Lokaltherapie von primären Metastasen für die Prognose entscheidend. Der dadurch entstehende Knochendefekt wird durch unterschiedliche Rekonstruktionsverfahren versorgt. Mögliche Optionen sind Endoprothesen, Prothesen oder Umkehrplastiken. Die Patienten werden nach der Operation anhand verschiedener Kriterien wie der Tumorausdehnung und des Ansprechens auf die Induktionschemotherapie in drei verschiedene Risikogruppen (R1, R2 und R3) eingeteilt und entsprechend risikoadaptiert weiterbehandelt.

## Prognose
Die Prognose von Knochen- und Weichteil-Ewing-Sarkomen ist vergleichbar und ist abhängig von der Tumorausbreitung bei Diagnosestellung, dem Ansprechen auf die präoperative Chemotherapie und der Möglichkeit einer radikalen Tumorentfernung. Statistische Zahlen können keine Aussage darüber treffen, ob der einzelne Patient geheilt werden kann. Patienten, die bei Diagnosestellung keine sichtbaren Metastasen haben, können zu 65 % langfristig geheilt werden. Patienten mit anfänglichen Metastasen haben eine 5-Jahres-Überlebensrate von durchschnittlich 25 %.
Patienten mit einem Rückfall der Erkrankung haben eine 5-Jahres-Überlebensrate von durchschnittlich 13 %. Um Behandlung und Prognose weiterhin zu verbessern, finden Therapieoptimierungsstudien statt. Außerdem haben sich internationale Forschungsverbunde gegründet, die es sich zum Ziel gesetzt haben, neue therapeutische Zielstrukturen zu finden sowie Biomarker, die eine bessere Risikogruppeneinteilung erlauben. Patienten, die geheilt werden können, sind zwar tumorfrei, aber dennoch häufig nicht gesund. Sie leiden oftmals unter den direkten Therapiefolgen, unter unerwünschten Nebenwirkungen, Langzeit- und Spätschäden. In der SAM-Ewing-Langzeitstudie werden funktionelle Ergebnisse, Lebensqualität und Spätnebenwirkungen in einer repräsentativen Stichprobe von Ewing-Sarkom-Langzeitüberlebenden mit dem Ziel erfasst, eine Ableitung von Richtlinien zur Verbesserung der zukünftigen Knochensarkom-Therapie zu erreichen.